# Jean Florimond Boudon de Saint-Amans
Jean Florimond Boudon de Saint-Amans ( * 24 de junio de 1748, Agen - 28 de octubre de 1831, fue un historiador, literato y naturalista francés.
Saint-Amans viaja durante su juventud a las Antillas en el curso de su servicio en la Armada del rey. Luego de una corta carrera militar, se instala, a su retorno, en su ciudad natal y participa en los acontecimientos revolucionarios. 
Se consagra enteramente a la ciencia arqueológica y a la histórica, y produce numerosos y estimados trabajos. De 1791 a 1793, fue comisionado del rey para la formación del departamento y que presidirá. 
Amigo de Ramond y sin duda influenciado por el movimiento ideológuico, que a partir de 1795 (ley del 3 brumario del año IV o 25 de octubre de 1795) se pone a reorganizar la educación de niños y de adolescentes de París. Participa además en la creación de la Escuela central de Lot-et-Garonne en esa ciudad. Luego de la Revolución francesa, es designado profesor de Ciencias naturelas, como con sus amigos y confraternos Louis Ramond (1753-1827) (en Tarbes) y con François-de-Paule Latapie (1739-1823) en Burdeos.
Fue botánico linneano que frecuentaron los jóvenes Jean-Baptiste Bory de Saint-Vincent (1778-1846) y Jean Vincent Félix Lamouroux (1779-1825). Corresponsal nacional de la Sociedad linneana de París en 1787, designado miembro asociado de la Academia de Bordeaux en 1782, participando, con Bernard Germain Étienne de Laville-sur-Illon, conde de Lacépède (1756-1825), su gran amigo (y además protector), con Jean-Gérard Lacuée de Cessac (1752-1841) y de Lamouroux padre (s.d.), en la fundación de la Sociedad de Ciencias y de Artes de Agen.
Conservará por mucho tiempo, de 1800 a 1831, la presidencia del Consejo general de su departamento.
- La abreviatura «St.-Amans» se emplea para indicar a Jean Florimond Boudon de Saint-Amans como autoridad en la descripción y clasificación científica de los vegetales.[1]